# Przystań wioślarsko-żeglarska AZS w Toruniu
Przystań wioślarsko-żeglarska AZS w Toruniu – przystań–marina na Wiśle w prawobrzeżnym Toruniu. Mieści się przy ul. Jerzego Popiełuszki 1A. Obiekt należy do Uniwersytetu Mikołaja Kopernika w Toruniu, na mocy umowy z 2014 roku jest ono wykorzystywane również przez miasto Toruń.
Przystań oddano do użytku w 1960 roku. Pod koniec lipca 2015 roku rozpoczęto modernizację i rozbudowę przystani. Otwarcie wyremontowanego obiektu nastąpiło 16 grudnia 2016 roku.
Przystań AZS uznana została przez Polski Związek Towarzystw Wioślarskich za obiekt strategiczny dla rozwoju wioślarstwa w Polsce i ważny ośrodek szkolenia centralnego i wojewódzkiego w tej dyscyplinie.